# Clube Ferroviário do Recife
Il Clube Ferroviário do Recife, noto anche semplicemente come Ferroviário do Recife, è una società calcistica brasiliana con sede nella città di Recife, capitale dello stato del Pernambuco.

## Storia
Il club è stato fondato il 17 marzo 1928. Ha partecipato al Campeonato Brasileiro Série B nel 1971, dove è stato eliminato alla prima fase, e nel 1972, dove è stato di nuovo eliminato alla prima fase.